# Podkriváň
Podkriváň és un poble i municipi d'Eslovàquia que es troba a la regió de Banská Bystrica.

## Història
La primera menció escrita de la vila es remunta al 1742.

## Demografia
| Godina             | 1994 | 2004    | 2014   | 2024   |
| ------------------ | ---- | ------- | ------ | ------ |
| Nombre de persones | 725  | 616     | 594    | 561    |
| Diferència         |      | −15,03% | −3,57% | −5,55% |

| Godina             | 2023 | 2024   |
| ------------------ | ---- | ------ |
| Nombre de persones | 546  | 561    |
| Diferència         |      | +2,74% |